# Pseudorabdion eiselti
Espèce
Statut de conservation UICN

 LC  : Préoccupation mineure
Pseudorabdion eiselti  est une espèce de serpents de la famille des Colubridae.

## Répartition
Cette espèce est endémique d'Indonésie. Elle se rencontre à Sumatra et aux îles Mentawai.

## Description
L'holotype de Pseudorabdion eiselti mesure 200 mm dont 10 mm pour la queue.

## Étymologie
Cette espèce est nommée en l'honneur de Josef Eiselt.

## Publication originale
- Inger & Leviton, 1961 : A new colubrid snake of the genus Pseudorabdion from Sumatra. Fieldiana Zoology, vol. 44, n. 5, p. 45-47 (texte intégral).